# Rue Michel-de-Bourges
La rue Michel-de-Bourges est une voie du 20e arrondissement de Paris, en France.

## Situation et accès
La rue Michel-de-Bourges est une voie publique située dans le 20e arrondissement de Paris. Elle débute au 42, rue des Vignoles et se termine au 48, rue des Vignoles.

## Origine du nom
Elle porte le nom de l'homme politique Louis-Chrysostome Michel, dit Michel de Bourges (1797-1853), un des chefs de l'opposition républicaine, sous le gouvernement de Juillet.

## Historique
Cette voie provient d'une partie du sentier des Basses-Vignoles indiqué sur le plan cadastral de 1812 et classé dans la voirie de l'ancienne commune de Charonne par un arrêté du 3 juillet 1830.
Classée dans la voirie parisienne en vertu du décret du 23 mai 1863, elle prend le nom de « passage des Vignoles » par un arrêté du 10 décembre 1878 avant de prendre sa dénomination actuelle par un arrêté du 26 décembre 1893.

## Homonymie
Il existe aussi une rue Michel-de-Bourges, à Bourges dans le Cher, en mémoire de l'avocat, qui y a vécu et qui fut aussi le défenseur puis l'amant de la Dame de Nohant George Sand .
Cette rue, située le long de la poste de Bourges et perpendiculaire à la rue moyenne, est de triste mémoire, car elle abrita pendant la durée de la Seconde Guerre mondiale, le siège de la Gestapo de Bourges, où sévit le SS Hassé et surtout Paoli, responsables de nombreuses déportations et en particulier du massacre de Guerry .